# حركة لولا الحرة

رمز حركة تحرير لولا

حركة لولا الحرة أو اللجنة الدولية للتضامن في الدفاع عن لولا والديمقراطية في البرازيل هي حركة سياسية واجتماعية تتألف من العديد من الكيانات البرازيلية التي تدعو إلى إطلاق سراح الرئيس السابق لويس إيناسيو لولا دا سيلفا، المعروف باسم لولا من السجن. أدين لولا بغسل الأموال والفساد السلبي، المعرّف في القانون الجنائي البرازيلي على أنه تلقي رشوة من قبل موظف مدني أو مسؤول حكومي. في عام 2017 حكم عليه القاضي سيرجيو مورو بالسجن تسع سنوات وستة أشهر. في 6 فبراير 2019 وفي محاكمة أخرى حُكم عليه بالسجن لمدة 12 عامًا و11 شهرًا في جرائم الفساد السلبي وغسيل الأموال في عملية تتعامل مع الحصول على مزايا غير مستحقة من خلال الإصلاحات التي أجريت في موقع في الأتيبية ودفعها.
تشير محادثات الهاتف المحمول المسربة التي نشرتها ذا إنترسيبت إلى أن سيرجيو مورو وزير العدل الحالي، وجه القضية ضد لولا.
تضم الحركة قادة نقابيين من أكثر من 50 دولة. جاء الدعم أيضًا من أدولفو بريز إيسكيبل الحائز على جائزة نوبل للأرجنتين وخوسيه بيبي موخيكا الرئيس السابق لأوروغواي وداني جلوفر سفير الأمم المتحدة للنوايا الحسنة ونعوم تشومسكي، بالإضافة إلى القادة اليساريين الأجانب مثل ميشيل باتشيليت من تشيلي وفرانسوا هولاند من فرنسا، وكذلك الزعيم البوليفي إيفو موراليس والسيناتور الأمريكي بيرني ساندرز.